# Bacillales
Bacillales é uma ordem de bactérias gram-positivas da divisão Firmicutes. Géneros representativos incluem Bacillus, Listeria e Staphylococcus.